# 龟尾站
龟尾站（：／ Gumi yeok */?）是京釜线沿線的一座鐵路車站，位于韩国庆尚北道龟尾市元坪洞，有ITX-新村及無窮花號列車停靠。未來大邱圈廣域鐵道工程完工後，本站將編入大邱地鐵系統中。

## 車站結構
站體為2面4線的雙島式月台，實際上只使用內側兩面月台。

### 月台配置
| ↑ 金泉          |
| ４３ \| ２１ \| |
| 沙谷 ↓          |

| 月台 | 路線   | 類別               | 目的地                                   |
| ---- | ------ | ------------------ | ---------------------------------------- |
| 1    | 京釜線 | ITX-新村、無窮花號 | 不使用                                   |
| 2    | 京釜線 | ITX-新村、無窮花號 | 東大邱、釜山、晉州、新海雲臺方向         |
| 3    | 京釜線 | ITX-新村、無窮花號 | 店村、榮州、江陵、水原、永登浦、首爾方向 |
| 4    | 京釜線 | ITX-新村、無窮花號 | 不使用                                   |

## 历史
- 1916年11月1日，落成使用。
- 1966年10月20日，车站站舍改建开始。
- 1966年12月20日，车站站舍改建结束。
- 1982年7月1日，车站站舍扩建结束。

## 车站周边
- 金烏市場
- 庆北外国语高等学校
- 龟尾女子中学校
- 龟尾初等学校
- 金烏初等学校
- 金剛寺
- 金烏山
- 龟尾川
- 金烏川

## 相鄰車站
韓國鐵道公社
京釜線
ITX-新村
金泉－龜尾－大邱
無窮花號
牙浦－龜尾－沙谷